# San Salvo
San Salvo is een gemeente in de Italiaanse provincie Chieti (regio Abruzzen) en telt 17.914 inwoners (31-12-2004). De oppervlakte bedraagt 19,5 km2, de bevolkingsdichtheid is 913 inwoners per km2.
De volgende frazioni maken deel uit van de gemeente: Ributtini.

## Demografie
San Salvo telt ongeveer 6622 huishoudens. Het aantal inwoners steeg in de periode 1991-2001 met 11,1% volgens cijfers uit de tienjaarlijkse volkstellingen van ISTAT.
| Jaar | Inwoneraantal |
| ---- | ------------- |
| 1991 | 15.527        |
| 2001 | 17.254        |

## Geografie
De gemeente ligt op ongeveer 106 m boven zeeniveau.
San Salvo grenst aan de volgende gemeenten: Cupello, Montenero di Bisaccia (CB), Vasto.

## Galerij

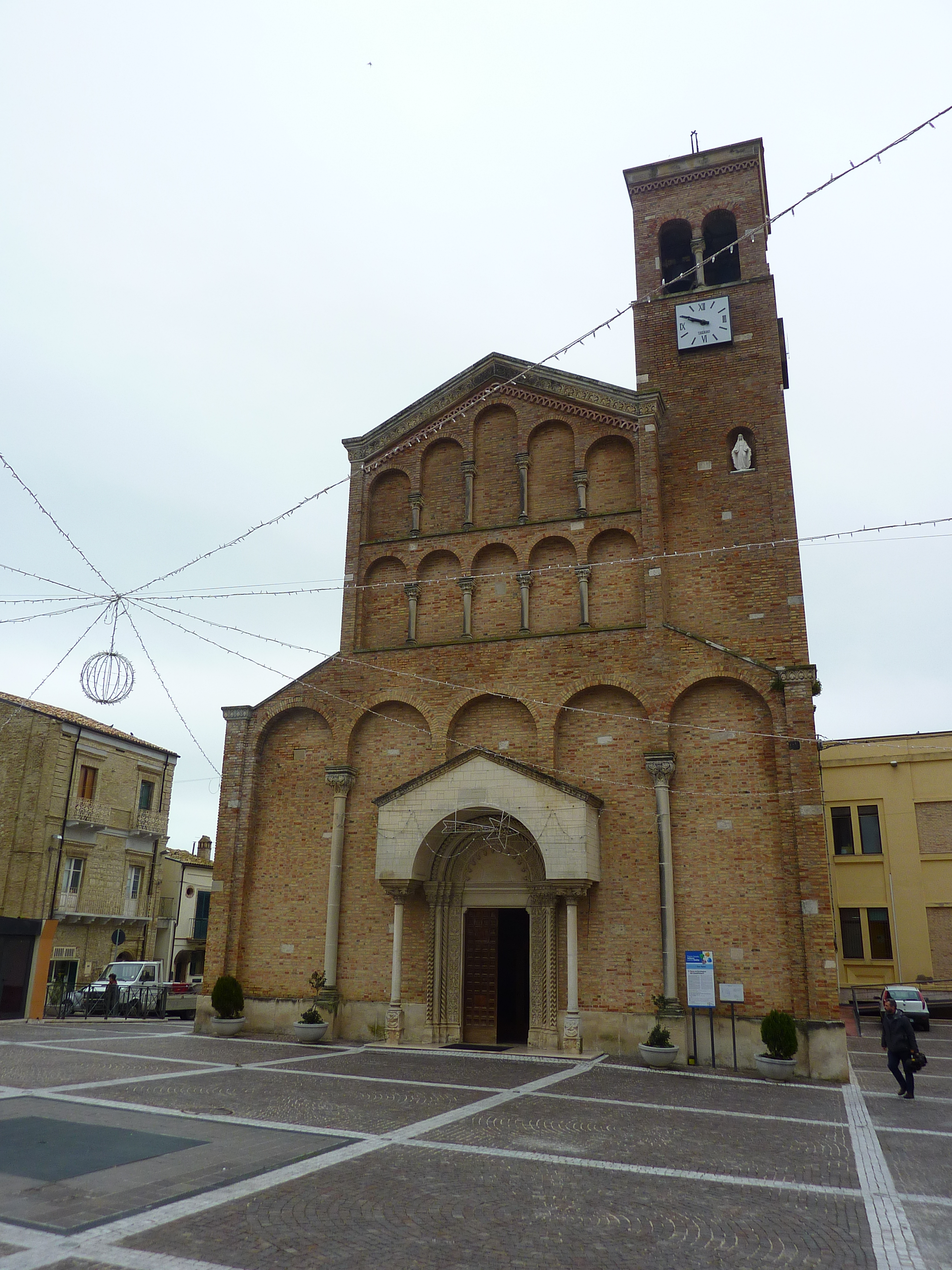
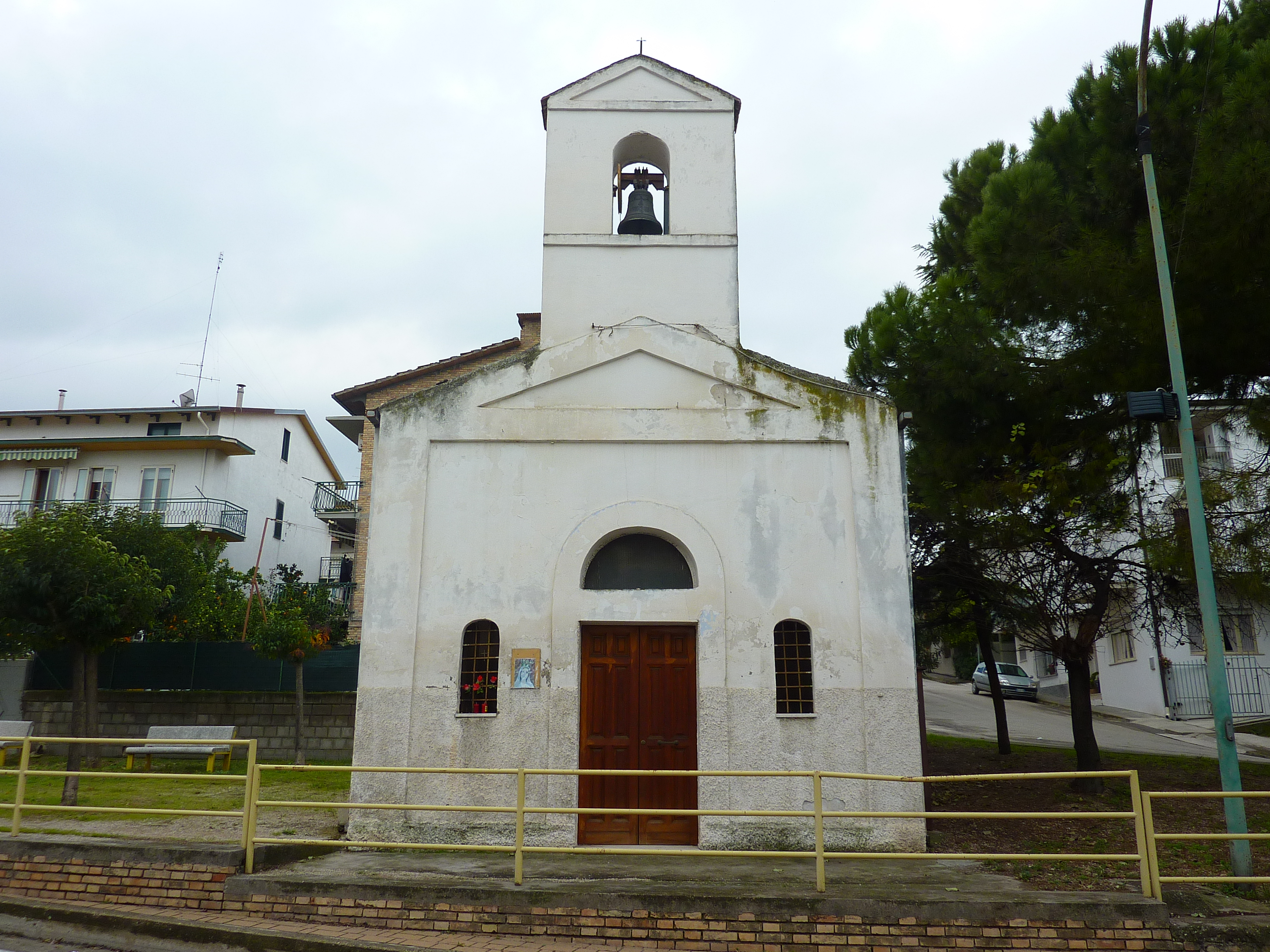
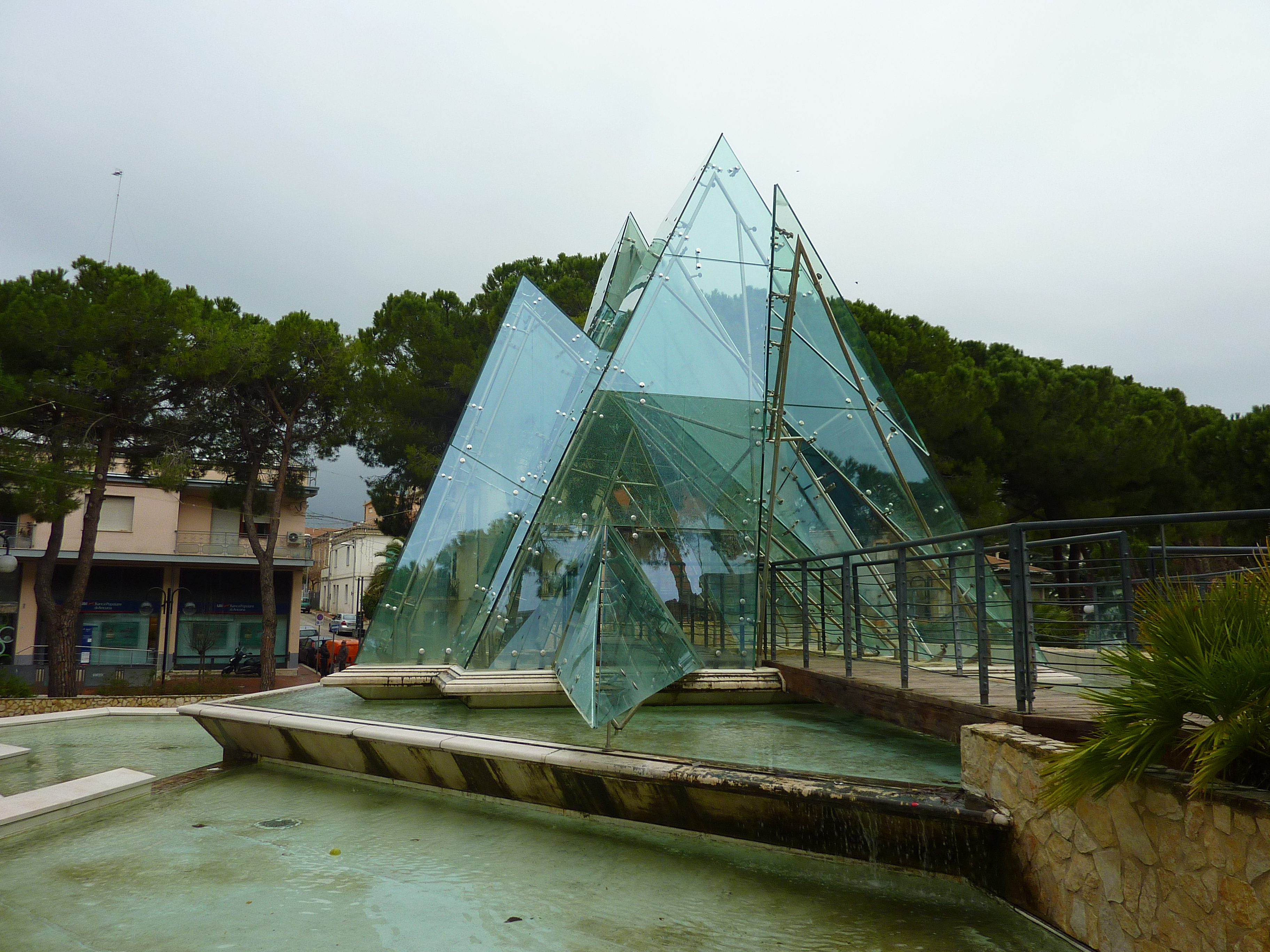
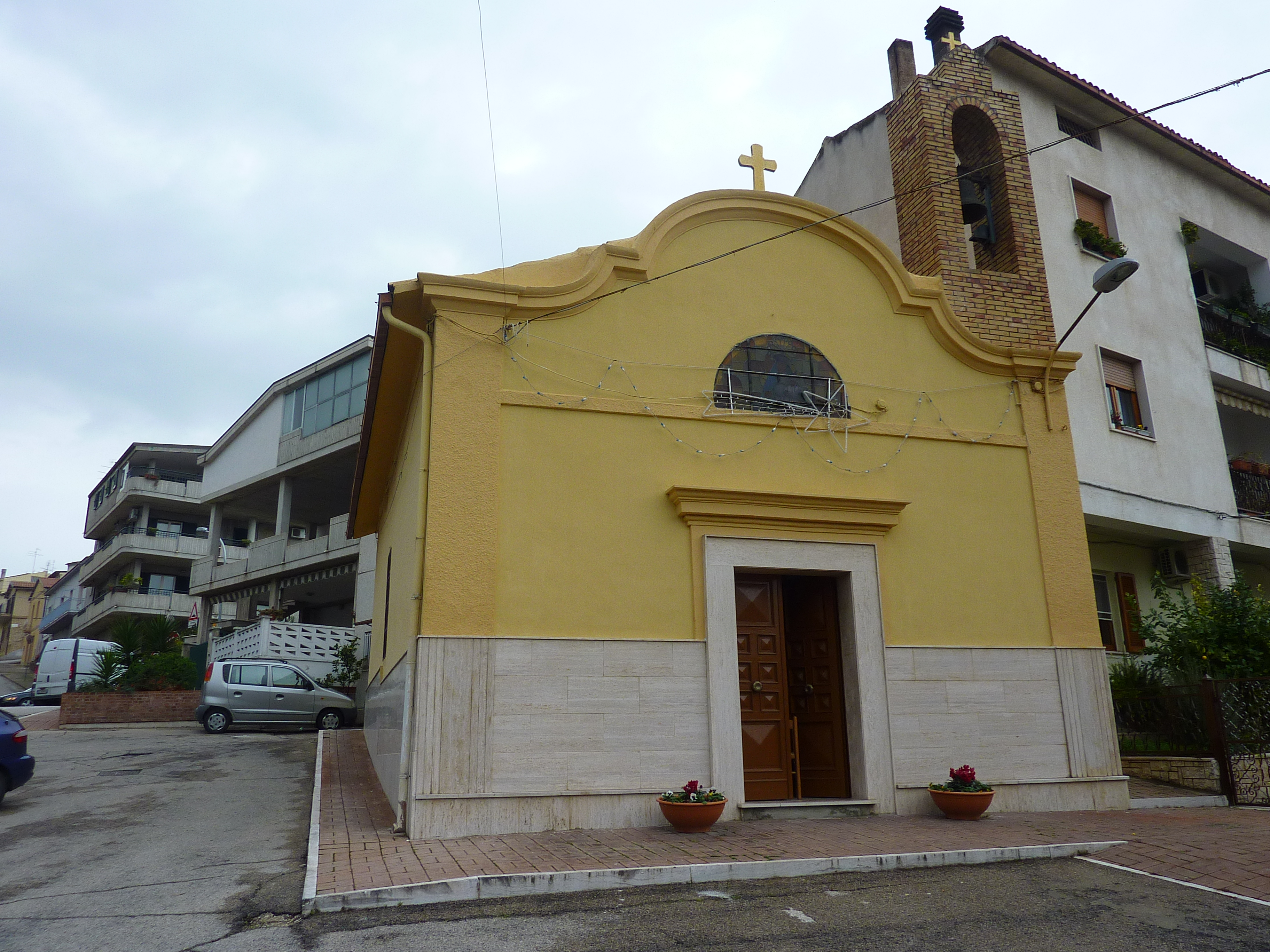